# Hidaka (phó tỉnh)
Hidaka (日高振興局 Hidaka-shinkō-kyoku) là phó tỉnh của Hokkaidō, Nhật Bản. Tính đến ngày 1 tháng 10 năm 2020, dân số ước tính của phó tỉnh là 63,372 người và mật độ dân số là 13 người/km2. Tổng diện tích phó tỉnh là 4.811 km2.

## Hành chính
| Tên                            | Tên        | Diện tích (km2) | Dân số | Huyện     | Bản đồ |
| Rōmaji                         | Kanji      | Diện tích (km2) | Dân số | Huyện     | Bản đồ |
| ------------------------------ | ---------- | --------------- | ------ | --------- | ------ |
| Biratori                       | 平取町     | 743,16          | 5.305  | Saru      |        |
| Erimo                          | えりも町   | 283,93          | 4.954  | Horoizumi |        |
| Hidaka                         | 日高町     | 992,67          | 12.596 | Saru      |        |
| Niikappu                       | 新冠町     | 585,88          | 5.696  | Niikappu  |        |
| Samani                         | 様似町     | 364,33          | 4.482  | Samani    |        |
| Shinhidaka                     | 新ひだか町 | 1.147,75        | 23.516 | Hidaka    |        |
| Urakawa (trung tâm hành chính) | 浦河町     | 694,24          | 12.800 | Urakawa   |        |